# Multiplexer
Il multiplexer (comunemente detto funx mux) è un selettore di linee di dato in grado di selezionare diversi segnali in ingresso sia analogici sia digitali. Una volta selezionati i segnali vengono raccolti e mandati in una singola linea di uscita.
Sono soprattutto usati per aumentare la quantità di dati che possono essere trasmessi attraverso una rete in determinate quote di tempo e banda, pertanto il termine viene usato, contestualmente, sia in elettronica sia in telecomunicazioni.

## Elettronica

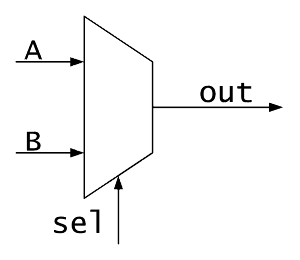
Simbolo circuitale (IEC) del multiplexer

In elettronica, il termine può riferirsi a una tipologia di circuiti integrati, oppure a una particolare apparecchiatura completa.
Nel primo caso un multiplatore (anche chiamato selettore) è un dispositivo capace di selezionare un singolo segnale elettrico fra diversi segnali in ingresso in base al valore degli ingressi di selezione. Esistono multiplatori sia per segnali digitali sia per segnali analogici (amux).
Per esempio, un multiplatore a due ingressi è una semplice porta logica la cui uscita {\displaystyle Y} assume il valore di uno dei due ingressi {\displaystyle A} o {\displaystyle B} in base al valore del terzo ingresso di selezione {\displaystyle S}. L'equazione booleana può essere:
- {\displaystyle Y=(A\land \neg S)\lor (B\land S)},

che può essere espressa dalla seguente tabella di verità:
| Input             | Input             | Input             | Output            |
| {\displaystyle A} | {\displaystyle B} | {\displaystyle S} | {\displaystyle Y} |
| ----------------- | ----------------- | ----------------- | ----------------- |
| 1                 | 1                 | 0                 | 1                 |
| 1                 | 0                 | 0                 | 1                 |
| 0                 | 1                 | 0                 | 0                 |
| 0                 | 0                 | 0                 | 0                 |
| 1                 | 1                 | 1                 | 1                 |
| 1                 | 0                 | 1                 | 0                 |
| 0                 | 1                 | 1                 | 1                 |
| 0                 | 0                 | 1                 | 0                 |

o da questa più compatta:
| Input             | Input             | Input             | Output            |
| {\displaystyle A} | {\displaystyle B} | {\displaystyle S} | {\displaystyle Y} |
| ----------------- | ----------------- | ----------------- | ----------------- |
| 1                 | {\displaystyle *} | 0                 | 1                 |
| 0                 | {\displaystyle *} | 0                 | 0                 |
| {\displaystyle *} | 1                 | 1                 | 1                 |
| {\displaystyle *} | 0                 | 1                 | 0                 |

o ancora:
| Input             | Input             | Input             | Output            |
| {\displaystyle A} | {\displaystyle B} | {\displaystyle S} | {\displaystyle Y} |
| ----------------- | ----------------- | ----------------- | ----------------- |
| {\displaystyle a} | {\displaystyle *} | 0                 | {\displaystyle a} |
| {\displaystyle *} | {\displaystyle b} | 1                 | {\displaystyle b} |

dove {\displaystyle *} sta per la condizione d'indifferenza don't care, {\displaystyle a} e {\displaystyle b} sono i valori binari che assumono rispettivamente gli ingressi {\displaystyle A} e {\displaystyle B}.
Questa tabella di verità mostra che quando il selettore è uguale a zero, allora {\displaystyle Y} è collegato ad {\displaystyle A}; mentre quando il selettore è uguale a uno, {\displaystyle Y} è dipendente da {\displaystyle B}.
Sono di uso comune multiplatori con molte porte. Per esempio, un multiplatore a otto ingressi può smistare otto diversi segnali, tramite tre segnali logici di selezione. I segnali di ingresso sono numerati da {\displaystyle X_{0}} a {\displaystyle X_{7}}, e gli ingressi di selezione sono numerati {\displaystyle S_{2}}, {\displaystyle S_{1}} ed {\displaystyle S_{0}}. Se {\displaystyle S_{2}} ed {\displaystyle S_{0}} sono a uno ed {\displaystyle S_{1}} è a zero, per esempio, l'uscita sarà uguale a {\displaystyle X_{5}}.
In genere i multiplatori possono essere implementati con le porte logiche elementari, quali AND, OR, NAND, ecc.
Di solito gli ingressi di selezione sono {\displaystyle n}, mentre le variabili in entrata sono {\displaystyle 2^{n}} o meno.

### Dispositivi commerciali
TTL 74150: mux a sedici ingressi
TTL 74151: mux a otto ingressi
TTL 74153: due mux a quattro ingressi
CMOS 4019B: quattro mux a due ingressi
CMOS 4051B: mux a otto canali analogici
CMOS 4052B: due mux a quattro canali analogici
CMOS 4053B: tre mux a due canali analogici
In riferimento alle apparecchiature commerciali progettate per questa funzione, può essere preso come esempio il modello 3488A del costruttore HP definito SWITCH/CONTROL UNIT, un apparecchio piuttosto diffuso negli anni 1980–1990, programmabile in linguaggio BASIC, dotato di un pannello provvisto di una serie di tasti di selezione e un display alfanumerico LCD che ne visualizza lo stato operativo. L'unità è provvista di cinque slot in cui inserire schede opzionali in base alle proprie necessità, sono disponibili: un multiplexer a dieci canali, uno scanner per segnali a frequenza VHF, una scheda generica a relè, una scheda a matrice, una scheda I/O digitale, e una scheda vergine, utile nel caso di circuiti progettati in proprio, e l'interfaccia di comunicazione, la IEEE 488.

### Demultiplatore

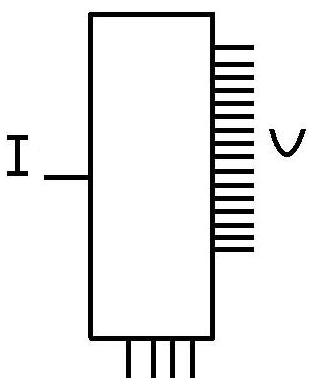
Schema elettrico di un demultiplexer (o demultiplex)

Il dispositivo complementare, il deselettore o demultiplatore (in inglese demultiplexer, abbreviato demux), ha un solo ingresso e diverse uscite.
Un demultiplatore è un circuito logico la cui principale funzione è inversa a quella del multiplatore.
Esso è quindi una rete combinatoria con {\displaystyle k} ingressi (di selezione) e {\displaystyle m=2^{k}} uscite, ciascuna delle quali è attiva soltanto in corrispondenza di uno dei {\displaystyle 2^{k}} valori di ingresso. I piedini in basso (che si vedono anche in figura) sono detti di indirizzamento (o ingresso di selezione).
In base al valore degli ingressi di selezione, l'ingresso viene collegato a una delle uscite. Per esempio, un demultiplatore a otto uscite ha un segnale di ingresso ({\displaystyle X}), tre ingressi di selezione ({\displaystyle S_{2}}, {\displaystyle S_{1}} ed {\displaystyle S_{0}}), e otto uscite (da {\displaystyle A_{0}} ad {\displaystyle A_{7}}). Se per esempio {\displaystyle S_{2}} e {\displaystyle S_{0}} sono a uno ed {\displaystyle S_{1}} è a zero, l'uscita {\displaystyle A_{5}} sarà uguale a {\displaystyle X} e tutte le altre uscite saranno messe a 0.
Il demultiplexer ha la funzione esattamente inversa al multiplexer: il multiplexer infatti riunisce più entrate in un'unica uscita mentre il demultiplexer smista un ingresso in più uscite.

## Telecomunicazioni

Semplice multiplexer e demultiplexer telefonico a divisione di tempo

Nelle telecomunicazioni un multiplatore, (o muldex), è un dispositivo che permette di far condividere la capacità disponibile di un unico mezzo trasmissivo (fibra ottica, doppino in rame, ecc.) fra più canali trasmissivi (multiplazione).
In ricezione, il dispositivo complementare si chiama demultiplatore e permette di separare i diversi canali trasmissivi originali.
La multiplazione può essere a divisione di tempo o a divisione di frequenza. Su un generico mezzo i due metodi sono incompatibili e richiedono una scelta esclusiva, anche se in teoria possono essere combinati tra loro in modo gerarchico (ad esempio, un segnale multiplato a divisione di tempo può essere inserito in un canale di un sistema a divisione di frequenza, o viceversa).
Entrambe le tecniche sono abbinabili sia a un segnale analogico sia a un segnale digitale. Tuttavia, storicamente esiste un abbinamento preferenziale fra multiplazione a divisione di tempo e segnale digitale, e tra multiplazione a divisione di frequenza e segnale analogico.
Un più moderno sistema di multiplazione è quello che si ottiene "mascherando" il segnale di ogni utente sovrapponendogli un differente codice-chiave, rappresentato da una sequenza pseudo casuale ottenuta tramite l'algoritmo di Viterbi; tale mascheratura sarà poi annullata in ricezione.
Il vantaggio di questa tecnica di multiplazione, oltre alla criptazione del messaggio, è che la soglia massima al numero di possibili utenti sulla stessa portante radio è teoricamente illimitato (praticamente è limitato dalla soglia accettabile del degrado della qualità del segnale di tutti gli altri utenti attivi, ma, nello stesso tempo ciò consente di accettare, in condizioni di emergenza, un numero di accessi superiore a quello stabilito).

### Tecniche di multiplazione
Le tecniche più utilizzate per ottenere la multiplazione di più canali sono la multiplazione a divisione di tempo (Time-division multiplexing - TDM) e a divisione di frequenza (Frequency division multiplexing - FDM). Per trasmissioni digitali invece si utilizza TDMA (Time division multiple access), FDMA (Frequency division multiple access) e il CDMA (Code division multiple access).
In una tipica applicazione telefonica digitale, con multiplazione a divisione di tempo sullo stesso mezzo vengono trasmessi a intervalli regolari di tempo segnali di trenta canali diversi, più due canali di controllo. Tipicamente si tratta di un MUX che trasmette otto chiamate contemporaneamente sullo stesso doppino, elevando la banda da 64 kbit/s a 2 Mbit/s. Questo viene detto un "flusso primario".
Il segnale telefonico viene campionato alla frequenza di 8 kHz, quindi un singolo segnale telefonico è costituito da un campione sonoro di 8 bit ogni 125 μs. Il segnale multiplato contiene trentadue campioni da 8 bit ogni 125 μs.
Il gestore invece di posare trenta doppini dedicati, ne posa uno con caratteristiche elettriche migliori per tutti risparmiando quasi dieci volte sui costi di cablaggio.
Nella multiplazione a divisione di frequenza si utilizzano dieci frequenze diverse in modo che la portante conduca delle sottoportanti, ossia dove transita un segnale ne transitano dieci con frequenze abbastanza distanti da non interferire. Questa tecnica è ormai in disuso nella telefonia, sostituita dalla multiplazione a divisione di tempo e dal segnale digitale.
Una applicazione ancora popolare della multiplazione a divisione di frequenza è l'ADSL, dove su un doppino vengono multiplati un segnale analogico (la conversazione telefonica tradizionale) e i due segnali digitali della connessione Internet (l'upload e il download). Questa operazione è svolta dal modem ADSL in casa dell'utente e da un apparato detto DSLAM installato nella centrale telefonica che, in upload, converte (modula) in segnali digitali i segnali ADSL multiplati in analogico su doppino di più utenti e li multipla su un canale a gerarchia superiore ovvero la fibra ottica e viceversa in download verso l'utente.

### Multiplazione telefonica
In particolare viene detto multiplatore anche un dispositivo che veniva installato lungo le linee telefoniche per portare fonia nelle zone a bassa densità abitativa o da poco in espansione, dove non conveniva (almeno inizialmente) costruire una centrale telefonica. Oggi questo dispositivo risulta limitante per lo sviluppo dell'ADSL.
I multiplatori sono di due tipi MD48 (più vecchi) e MPX1 (più recenti) vi è inoltre un terzo tipo MUX ASS che a differenza dei primi due serve meno utenze variabili ma mediamente 30–60, ed è collegato alla centrale tramite rame e non tramite fibra a differenza degli MD48 e MPX1. Attualmente i recenti mux, detti anche SAS, sono in grado di far erogare ADSL mentre per i modelli MD48 e MPX1 sono stati ideati i Minicab detti in gergo "zainetti" che permettono a un massimo di 48 utenze servite da mux di usufruire di ADSL e supportano la tecnologia ADSL2+ anche se al momento quest'ultima non è funzionante poiché vi sono ancora problemi di surriscaldamento. Per limitare la burocrazia (autorizzazione a mettere una palina e un armadio) sono stati ideati nuovi modelli a "rialzo" da installare sopra l'armadio. 
Questi sono stati installati in numerose grandi e piccole città, raggiungendo una percentuale a una cifra rispetto al numero dei MUX presenti in Italia. Era previsto anti digital divide di telecom Italia di dotare i MUX e gli UCR non fibrati di DSLAM ADSL 640 kb/s su ATM con backhauling su HDSL, il deploy non è mai cominciato a differenza di quello delle centrali non fibrate. Esistono alcuni UCR dotati di rialzo ADSL. 
Il deploy dei rialzi è stato interrotto da quando è iniziato il deploy massimo della VDSL2 (2016). Che ha bypassato il problema, dotando quasi tutte le zone digital divide con la VDSL2 bypassando il problema dei MUX

## Logica
In logica un multiplexer è un circuito logico composto da:
- {\displaystyle n} variabili di controllo;
- {\displaystyle 2^{n}} valori di input;
- un valore di output.

Il circuito è strutturato come un gruppo di {\displaystyle 2^{n}} porte AND a {\displaystyle n+1} ingressi, uno riservato al valore di input ed {\displaystyle n} riservati alle variabili di controllo, e una porta OR a {\displaystyle 2^{n}} ingressi che raccoglie in input tutti gli output delle porte AND.